# 자넷 잭슨
자넷 다미타 조 잭슨(영어: Janet Damita Jo Jackson, 1966년 5월 16일~)은 미국의 싱어송라이터이며 마이클 잭슨의 여동생이다. 2008년 빌보드지는 '핫 100 차트(Hot 100 Chart)' 50주년을 기념하여 50년간 성공적인 차트 기록을 올린 아티스트들의 기록을 분석해 순위를 발표했고, 자넷 잭슨은 7위에 올랐다.

## 생애
인디애나주 게리에서 10남매 중 막내로 태어났다.

### 솔로 데뷔
그녀는 레이블 'A&M Record'와 계약 후 1982년 데뷔 앨범인 《Janet Jackson》은 빌보드차트에서 6위를 거둔다. 'Young Love' 등으로 인기를 끈 그녀는 두 번째 앨범인 《Dream Street》를 발매한다. 이 앨범은 자신의 아버지와 그녀의 오빠들이 서포트 해 주었으며, 마이클 잭슨, 재키 잭슨 등이 백보컬을 해줬다. 싱글인 'Don't Stand Another Chance'는 빌보트 차트 1위, 'Two to the Power of Love'는 클리프 리차드와 듀엣으로 불렀으며, 빌보드 차트 7위를 기록한다. 그녀는 1984년 알앤비 보컬 '제임스 디발지'와 한때 사귀었지만, 결별했다. 그녀는 'Dream Street' 이후 혼자 가족들로부터 독립했다. 가족들도 그녀의 그런 모습에 더욱 응원해 줬고, 1986년 5월 세 번째 앨범인 'Control'를 발매한다.

### 1986 ~ 1988: Control
그녀는 1986년 그녀는 세 번째 앨범이자 대히트 앨범인 'Control'을 발매한다. 이 앨범에는 당시 'A&M Record'의 주요 프로듀서인 존 맥클라인 등이 참여했다. 이 앨범에는 댄스, 디스코, 알앤비, 펑크 같은 장르가 수록돼 있고, 새 장르와 신선한 음악으로 당시 대중들에게 각광받았다. 또한 후에 힙합과 뉴소울에 기반이 되는 음반 중 하나로 꼽힌다. 첫 싱글인 'What Have You Done for Me Lately'는 빌보드 차트 4위, 알엔비 차트 1위, 두 번째 싱글인 'Nasty'는 3위,1위, 세 번째 싱글인 'When I Think of You'는 1위,1위, 네 번째 싱글인 'Control'은 5위,1위, 다섯 번째 싱글인 'Let's Wait Awhile'은 2위,1위, 마지막 싱글인 'The Pleasure Principle'는 14위,1위를 차지, 전체 차트에서 1위, 영국에서는 8위를 거두었다. 또한 선배 가수인 휘트니 휴스턴, 패티 라벨 등이 이 앨범을 극찬하기도 했다. 그녀는 1987년 그래미에서 상을 수여받는다.

### 1989–1992: Janet Jackson's Rhythm Nation 1814
세 번째 앨범인 'Control'로 대성공한 그녀는 네 번째 앨범인 'Janet Jackson's Rhythm Nation 1814'로 다시 정상에 선다. 싱글인 'Miss You Much'는 빌보드 차트에서 4주 동안 1위, 캐나다에서도 1위를 차지한다.
다음 싱글인 'Rhythm Nation'은 2위, 세 번째 싱글인 'Escapade'은 3주 동안 1위, 'Alright'는 4위, 'Come Back to Me'은 2주간 2위, 'Black Cat' 1주 동안 1위, 'Love Will Never Do (Without You)'도 1위라는 최고의 기록을 세운다. 3년 동안 한 앨범에서 빌보드 싱글 톱텐 히트곡을 낼뿐만 아니라, 1위곡을 배출한 것이다. 앨범 차트로도 1위를 했다. 이 앨범은 롤링스톤지에서 '이 시대에 가장 완벽한 앨범 500'에 선정된다.
1989년 그래미어워드에서 최고의 뮤직비디오 상, 뮤직 어워드 상을 수여받는다. 1990년 그녀는 첫 번째 세계투어인 'Rhythm Nation 1814 Tour'을 미국, 일본, 유럽 등지에서 개최한다.

### 1993 ~ 1996: Janet
그녀는 연이어 네 번째 앨범인 'Janet'을 발매한다. 앨범 표지부터 선정적인 면이 있었으나, 그녀의 인기는 최고였다.
첫싱글인 'That's the Way Love Goes'는 8주 동안 1위, 오세아니아, 캐나다, 미국, 핀란드에서 1위, 싱글만 120만장이 팔렸다. 다음 싱글인 'if'는 빌보드싱글차트 4주간 4위, 세 번째 싱글인 'Again'은 1위, 4위, 네 번째 싱글인 'Because Of Love'는 10위, 알 켈리가 작곡한 'Any Time, Any Place'은 빌보드 2위, 'You Want This'와 '70's Love Groove'는 8위, 45위, 1995년 발매한 'Whoops Now"/"What'll I Do'는 빌보드 싱글차트 100위 안에 진입한다. 여러 평론가들은 그를 'Queen Of Pop'이라고 칭했으며, 워싱턴 포스트에서도 그녀의 천재적인 음악성을 보도했다.
1993년 유명 래퍼인 2pac과 영화 'Poetic Justice'에 주연으로 출연한다.
또한 'Janet Tour'을 개최했다. 한때 섹스 스캔들이 일어났지만, 루머였다. 1995년 마이클 잭슨의 곡인 'Scream'에 참여, 세계 최초로 뮤직비디오 제작비용만 7백만 달러였고, 그래미어워드에서 'Grammy Award for Best Short Form Music Video'상을 수여받는다. 11월 컴필레이션 앨범인 'Design of a Decade 1986/1996'을 발매하고 리드 싱글인 'Runaway' 빌보드 3위를 기록한다. 1996년 1월 그녀는 'Virigin Record'와 80만달러로 하고, 마이클 잭슨, 마돈나와 함께 새 음악회사를 후원했다.

### 1997–1999: The Velvet Rope
그녀는 6번째 앨범인 'The Velvet Rope'을 발매한다. 싱글인 'Got 'til It's Gone', 'Together Again', 'I Get Lonely', 'Go Deep', 'You', 'Every Time'은 5위, 1위, 1위, 1위, 오리콘 차트에서 30위, 25위를 거둔다. 그녀는 또한 힙합 프로듀서이자, 실력파 작곡가인 큐팁과 합작했고, 1997년 그래미에서 'Grammy Award for Best Short Form Music Video'상을 받는다. 1998년 'The Velvet Rope Tour'을 했다. 1999년 월드 뮤직 어워드에서 최고의 여가수로 뽑혔고, 버스타 라임즈의 'What's It gonna Be'에 참여한다.

### 2000년대
2000년대에 들어서 그녀는 더 많은 공연을 했고, 활발히 활동했다. 2001년에 발매한 'All For You'는 미국에서만 300만장이 팔렸고, 각종 차트에서 1위를 기록한다. 또한 'BET Award', 'BMI Urban Awards', 'Japan Gold Disc Awards', 'Japan Gold Disc Awards', 'American Music Awards'에서 각종 상을 수여받는다.
2004년에는 8번째 앨범인 'Damita Jo'를 발매, 카니예 웨스트, 페럴 등이 참여했다. 2004년 2월 38회 슈퍼볼 하프타임 쇼에서 저스틴 팀버레이크와 공연 도중에 벌어진 가슴 노출 사건(일명 니플게이트)이 일어나 해당 디자이너 등과 소송을 거는 등의 문제로 곤욕을 치르기도 했다. 이 사건 문제는 아직까지도 해결되지 않고 있다.
2006년 9번째 앨범 '20 Y.O.'를 발매, 저메인 듀프리, 넬리 등이 참여했고, 랩/알앤비 차트에서 1위를 한다. 또한 11월 7일 그래미에서 'Best Contemporary R&B Album'를 수여받았다. 같은 해 래퍼 칭기의 'Don't worry'에 참여했다. 2007년에는 데프잼 레코드의 산하 레이블인 '더 아일랜드 대프잼 뮤직 그룹'에 픽업된다.
2008년 2월에 발매한 'Discipline'은 저메인 듀프리, 미시 앨리엇 등이 참여했고, 빌보드 차트에서 1위를 하고, 미국 내에서만 40만 장을 팔았다.
2009년에 오빠인 마이클 잭슨이 사망하자, 벳 어워즈(BET Awards) 시상식에 등장해 그의 사망을 애도하기도 했다. 그녀는 7년 동안 미국내 유명 힙합&알앤비 프로듀서 겸 래퍼인 저메인 듀프리와 열애 중이었으나, 마이클 잭슨의 사망으로 인한 양육권 문제때문에 결별하였다.
2017년 나이 51세에 뮤지션이며 카타르 억만장자인 세 번째 남편 위삼 알 마나(Wissam Al Mana) 사이에서 자신의 첫 아기를 출산했다.

## 음반 목록
- Janet Jackson (1982)
- Dream Street (1984)
- Control (1986)
- Janet Jackson's Rhythm Nation 1814 (1989)
- Janet. (1993)
- The Velvet Rope (1997)
- All for You (2001)
- Damita Jo (2004)
- 20 Y.O. (2006)
- Discipline (2008)
- Unbreakable (2015)

## 출연 작품

### TV 프로그램
- The Jacksons (1976-1977)
- Good Times (1977-1979)
- A New Kind of Family (1979-1980)
- 신나는 개구쟁이 (1980-1984)
- 내일은 스타 (1984-1985)

### 영화
- 포이틱 저스티스 (1993)
- 너티 프로페서 2 (2000)
- Why Did I Get Married? (2007)
- Why Did I Get Married Too? (2009)

## 같이 보기
- 마이클 잭슨
- 잭슨 파이브
- 저메인 듀프리